# Siemens & Halske Sh 10
Der Siemens & Halske Sh 10 ist ein deutscher Flugmotor, der von dem in Berlin ansässigen Unternehmen Siemens & Halske in den 1920er Jahren entwickelt und gebaut wurde.

## Entwicklung
Der Fünfzylindermotor wurde 1925 zusammen mit den sieben- bzw. neunzylindrigen Ausführungen Sh 11 und Sh 12 entwickelt. Bei dieser Antriebsreihe wurden zur Verbesserung der Kühleigenschaften erstmals Zylinder mit stärker verrippten und aufgesetzten Köpfen aus Leichtmetall verwendet. Bei den werkseigenen Versuchsläufen bestätigte sich eine bessere Kühlung gegenüber der bisherigen Bauform, was sich in gesteigerten Überholungszwischenräumen von 10 bis 20 auf 50 bis 60 Stunden äußerte. Der Sh 10 erreichte bei der Erprobung eine Laufzeit von über 300 Stunden. Im Anschluss gingen die Triebwerke im Herbst 1926 zur DVL nach Berlin-Adlershof und absolvierten dort die Typenprüfung, unter anderem mit 150-Stunden-Läufen unter Volllast. Nach der erteilten Zulassung ging der Motor in eine begrenzte Produktion, die lediglich 16 Stück umfasste. Diese wurden neben dem Einsatz in Deutschland auch nach Ungarn und in die USA exportiert und kamen dort unter anderem als Antrieb des Goodyear-Luftschiffs Puritan zum Einsatz.

## Aufbau
Der Sh 10 ist ein luftgekühlter Fünfzylinder-Viertakt-Vergaser-Sternmotor mit Einheitszylindern aus Stahl und tief über die Laufbuchse heruntergezogenen, stark verrippten Zylinderköpfen aus Leichtmetallguss. Die Ventilfedern bestehen aus gewickeltem Flachstahl, ein Anlasser oder Getriebe ist nicht vorhanden.

## Nutzung
- Albatros L 71
- Bäumer AFS 1
- Focke-Wulf S 24

## Technische Daten
| Kenngröße                         | Daten                       |
| --------------------------------- | --------------------------- |
| Baujahr(e)                        | 1925–1927                   |
| Bohrung                           | 100 mm                      |
| Hub                               | 120 mm                      |
| Hubraum                           | 4,7 l (4700 cm³)            |
| Verdichtung                       | 5,6:1                       |
| Länge                             | 814 mm                      |
| Breite                            | 1028 mm                     |
| Höhe                              | 1028 mm                     |
| Trockenmasse                      | 117 kg                      |
| Startleistung                     | 70 PS (51 kW) bei 1750/min  |
| Kampf- und Steigleistung am Boden | 70 PS (51 kW) bei 1750/min  |
| Nennleistung am Boden             | 66 PS (49 kW) bei 1575/min  |
| Dauerleistung in Bodennähe        | 60 PS (44 kW) bei 1500/min  |
| Einheitsmasse                     | 2,25 kg/kW (1,67 kg/PS)     |
| Hubraumleistung                   | 10,75 kW/l (14,55 PS/l)     |
| Kraftstoffverbrauch               | 220 g/PSh bei Dauerleistung |
| Schmierstoffverbrauch             | 12 g/PSh bei Dauerleistung  |